# Arnaud Desplechin
Pour les articles homonymes, voir Desplechin.
Arnaud Desplechin (/aʁ.no de.plə.ʃɛ̃/), né le 31 octobre 1960 à Roubaix, est un cinéaste français. Réalisateur de longs métrages associés au genre du cinéma d'auteur, il reçoit de nombreux prix cinématographiques liés à la catégorie « Art et Essai » dont le prix Louis-Delluc en 2004. Il obtient le César du meilleur réalisateur en 2016 pour Trois souvenirs de ma jeunesse.

## Biographie

### Famille et formation
Arnaud Desplechin est le fils de Robert Desplechin, représentant de commerce, et de Mado, mère au foyer devenue formatrice pour adultes,, habitant Croix près de Roubaix. Il a un frère, Fabrice Desplechin, diplomate, et acteur notamment dans plusieurs de ses films, et deux sœurs : Marie Desplechin, qui est romancière, et Raphaëlle Valbrune-Desplechin, scénariste. Il a vécu avec la comédienne Marianne Denicourt au début des années 1990. Uni ensuite pendant une décennie avec l'actrice Hélène Fillières[réf. nécessaire], il est le compagnon de Florence Seyvos avec laquelle il a un fils né en 2006.
Décidé à faire du cinéma depuis sa jeunesse, Arnaud Desplechin suit les cours de cinéma de l'Université Paris III (dont ceux de Serge Daney et Pascal Kané) puis intègre en 1981 l'IDHEC (l'ancêtre de La Fémis) à sa deuxième tentative, et en sort diplômé de la section « Réalisation et prises de vue » en 1984. Il rencontre à l'IDHEC plusieurs de ses futurs collaborateurs dont Pascale Ferran, Noémie Lvovsky et Éric Rochant,. Pendant cette période où Desplechin éprouve des difficultés à achever ses films de scolarité, il ne termine que deux courts métrages, inspirés de l'univers du romancier belge Jean Ray : Le Polichinelle et la Machine à coder en 1983 puis Le Couronnement du monde en 1984,. Il découvre alors le travail d'un autre passionné de Jean Ray, le réalisateur Alain Resnais, dont Desplechin dira plus tard qu'il est « le cinéaste qui [l']a touché le plus violemment » au cours de ses études.
Après son diplôme, Arnaud Desplechin travaille comme directeur de la photographie sur Comme les doigts de la main (1984), French Lovers (1985) et Présence féminine (1987) d'Éric Rochant, ainsi que sur La Photo (I fotografia) de Nico Papatakis (1986) ; films dans lesquels il joue parfois de petits rôles. Il participe aussi aux scénarios d’Un monde sans pitié (1989) d'Éric Rochant et de Petits Arrangements avec les morts (1994) de Pascale Ferran.

### Années 1990
En 1990, Arnaud Desplechin commence à travailler sur le moyen métrage La Vie des morts. Le film réunit plusieurs acteurs qui lui resteront fidèles, parmi lesquels Marianne Denicourt, Emmanuelle Devos, Emmanuel Salinger et Thibault de Montalembert, et marque également la première collaboration entre Desplechin et le directeur de la photographie Éric Gautier. L'intrigue tourne autour d'une réunion de famille dans une maison de province, après la tentative de suicide de l'un des cousins. La Vie des morts est présenté pour la première fois au Festival Premiers plans d'Angers en janvier 1991, où il reçoit plusieurs prix, avant d'être sélectionné pour la Semaine de la critique au Festival de Cannes dérogeant ainsi de manière exceptionnelle à sa règle d'exclusivité. Le prix Jean-Vigo du court métrage lui est décerné la même année.
La même année, Pascal Caucheteux crée sa société Why Not Productions, et finance La Sentinelle, le premier projet de long métrage de Desplechin. Le film est coécrit avec Pascale Ferran, Emmanuel Salinger et Noémie Lvovsky. Le jeune cinéaste reprend une partie de l'équipe de La Vie des morts, et collabore pour la première fois avec Mathieu Amalric et László Szabó. Son frère Fabrice figure également dans la distribution. Le film, dont le thème rappelle Muriel, ou le Temps d'un retour de Resnais, traite des fantômes d'une guerre passée, ici la Guerre froide et les conflits européens. Le film est bien reçu par la critique et sélectionné dans les festivals. Il est notamment en compétition à Cannes en 1992 et est nommé aux Césars pour le meilleur premier film, le meilleur scénario original et le meilleur espoir masculin, que remporte Emmanuel Salinger, avant d'obtenir également le prix Michel-Simon 1993.
Fin 1994, Arnaud Desplechin démarre le tournage de son deuxième long métrage, coécrit avec Emmanuel Bourdieu, Comment je me suis disputé... (ma vie sexuelle). Mathieu Amalric interprète cette fois-ci l'alter ego de Desplechin, Paul Dédalus, un universitaire écartelé entre plusieurs femmes : Sylvia (Marianne Denicourt), Esther (Emmanuelle Devos), et Valérie (Jeanne Balibar). La sélection du film au Festival de Cannes, ses nominations aux Césars en 1996, son succès critique font de Desplechin un auteur important des années 1990. Les critiques cinématographiques parlent alors de « génération Desplechin » pour décrire le jeune cinéma français et la vague de nouveaux acteurs qu'il a révélés.
En 1997, Arnaud Desplechin est avec Pascale Ferran, à l'initiative du Manifeste des 66 cinéastes appelant à la désobéissance civile contre les lois Debré qui pénalisent l'hébergement d'étrangers en situation irrégulière.

### Années 2000
En 2000, il coécrit avec Emmanuel Bourdieu un scénario adapté d'une nouvelle d'Arthur Symons. Esther Kahn est tourné en anglais et s'attache au passage à l'âge adulte d'une jeune fille anglaise issue d'une famille juive, à travers la découverte du théâtre et de l'amour. Le film semble un hommage à l'œuvre de François Truffaut parce qu'il traite d'une éducation comme L'Enfant sauvage (1969), qu'il est tourné en anglais comme Fahrenheit 451 (1966) et Les Deux Anglaises et le Continent (1971), mais aussi parce qu'il utilise des formes filmiques de la Nouvelle Vague et plus particulièrement du cinéma de Truffaut comme les fermetures à l'iris ou les nappes de musique. Le film est également en compétition pour la palme d'or, une troisième sélection pour Desplechin au festival de Cannes.
Trois ans plus tard, Desplechin prépare un diptyque autour de l'adaptation de Dans la compagnie des hommes d'Edward Bond avec Nicolas Saada. Le premier film doit s'appeler Répétitions de « Dans la compagnie des hommes » et se composer principalement de vidéo tournée pendant les répétitions, et le second film En jouant « Dans la compagnie des hommes » et être composé d'images vidéo et d'images argentiques dans les proportions inverses du premier film. Entre la réalisation de chacun des deux films, Desplechin prévoit d'en tourner un troisième, alors titré Rois sans arroi, reine sans arène. Finalement, le tournage du troisième film est reporté à 2004, et Arnaud Desplechin termine successivement, après avoir présenté une version préliminaire de son travail au festival de Cannes en 2003, les films Léo, en jouant « Dans la compagnie des hommes » qui est majoritairement en argentique, puis Unplugged, en jouant « Dans la compagnie des hommes » qui reprend les répétitions tournées en DV. Dans Léo, Sami Bouajila interprète le personnage de Léonard Jurieu, fils adoptif d'un industriel, fabricant d'armes, joué par Jean-Paul Roussillon, qui en décidant de s'affranchir de son père pour mener ses propres affaires va le ruiner. Desplechin mêle la trame d'Edward Bond avec celle de Hamlet, en introduisant notamment dans l'histoire le personnage d'Ophélie, interprétée par Anna Mouglalis. Léo sort dans une seule salle, au Cinéma du Panthéon à Paris, le 28 janvier 2004, après avoir été diffusé sur ARTE la veille. Unplugged ne sera pas visible avant la sortie en DVD du film.

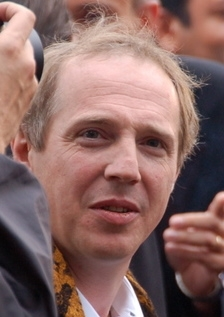
Arnaud Desplechin au festival de Cannes 2008.

Cette même année, Desplechin achève Rois et Reine, coécrit avec Roger Bohbot. Le film trace deux récits, l'un burlesque et l'autre tragique, respectivement centrés sur un homme et une femme qui se sont aimés : Ismaël, un musicien excentrique et névrosé interprété par Mathieu Amalric — devenu son acteur fétiche et alter ego à l'écran, —, et Nora, une bourgeoise ambitieuse, jouée par Emmanuelle Devos. Tandis qu'Ismaël se débat avec ses problèmes fiscaux dans un hôpital psychiatrique, Nora doit assister à la mort brutale de son père et l'aider à mourir, tout en se remémorant les circonstances éprouvantes du décès par balle de son premier mari. Le film marque aussi la deuxième collaboration de Desplechin avec Jean-Paul Roussillon, Hippolyte Girardot, et la première avec Catherine Deneuve, qui joue ici une psychiatre chargée du cas d'Ismaël. Le film est acclamé par la critique et connaît un important succès public. Rois et Reine reçoit plusieurs nominations et de nombreux prix, dont le prix Louis-Delluc en 2004, et le César du meilleur acteur pour Mathieu Amalric l'année suivante.
Desplechin est pris à partie à la sortie du film par l'actrice Marianne Denicourt qui l'accuse d'avoir utilisé des éléments de sa vie privée pour écrire Rois et Reine. En janvier 2005, elle publie Mauvais génie, écrit en collaboration avec la journaliste Judith Perrignon, où elle décrit sa rencontre avec un réalisateur sans scrupules nommé Arnold Duplancher. Elle attaque finalement Desplechin en justice, pour atteinte à la vie privée, lui réclamant 200 000 euros de dommages-intérêts. Elle est déboutée le 3 avril 2006, mais n'est pas non plus condamnée en retour comme le demandait le producteur du film. Le 29 août 2024, Marianne Denicourt revient sur cette affaire dans un entretien au magazine Elle : « Avec ce film, Arnaud Desplechin a violé mon intimité. » 
Desplechin commence, en 2007, deux films ayant trait à la famille. Dans le premier, L'Aimée, Desplechin filme son père, son frère Fabrice et ses neveux dans la maison familiale de Roubaix à la veille de la vente de celle-ci ; ils évoquent le souvenir de la grand-mère d'Arnaud Desplechin, morte deux ans après la naissance de son père. C'est la deuxième incursion dans le documentaire du cinéaste après l'expérience autour de Dans la compagnie des hommes. Le film est présenté à la Mostra de Venise en septembre 2007, dans la section « Horizons documentaires », où il reçoit de la province autonome de Trente le prix du meilleur documentaire, avant de sortir le 14 novembre 2007 au Cinéma du Panthéon.
Le second film, Un conte de Noël, reprend, en l'enrichissant, le canevas de La Vie des morts, montrant une réunion de famille à Roubaix, autour de la mère, Junon (Catherine Deneuve), atteinte d'un cancer, que seule peut sauver une greffe de son fils Henri (Mathieu Amalric), « banni » de la famille des années plus tôt par sa sœur Elizabeth (Anne Consigny). Un Conte de Noël est présenté en compétition au 61e festival de Cannes, mais le réalisateur repart pour la quatrième fois sans distinction.

### Années 2010
En septembre 2010, Arnaud Desplechin est membre du jury international du 67e Festival de Venise sous la présidence du réalisateur américain Quentin Tarantino. Sont également jurés l'actrice Ingeborga Dapkūnaitė, les réalisateurs et scénariste Guillermo Arriaga, Luca Guadagnino et Gabriele Salvatores, et le compositeur Danny Elfman.
En 2012, il tourne aux États-Unis une adaptation de Psychothérapie d'un Indien des Plaines : réalités et rêve publiée par l'ethnopsychanalyste Georges Devereux, en 1951, sous le titre Jimmy P. (Psychothérapie d'un Indien des Plaines), avec, dans les rôles principaux, Mathieu Amalric et Benicio del Toro. Le film est sélectionné en compétition officielle du 66e festival de Cannes constituant ainsi la cinquième œuvre du réalisateur à concourir sur la Croisette.
En octobre 2013, Arnaud Desplechin prend position dans l'affaire Leonarda Dibrani en défendant la femme et les manifestations lycéennes qui la soutiennent et en dénonçant la décision du chef de l'État François Hollande de ne pas remettre en cause l'expulsion de Leonarda dans une tribune publiée dans le quotidien Libération,.
En septembre 2014, Arnaud Desplechin commence le tournage de Trois souvenirs de ma jeunesse qui constitue, avec les mêmes personnages dans leur jeunesse, une « préquelle » à Comment je me suis disputé... (ma vie sexuelle) sorti vingt ans auparavant. Le film est retenu dans la section de la Quinzaine des Réalisateurs lors du Festival de Cannes 2015. Dans le contexte de la sortie du film en mai 2015, il confie avoir vécu « en état d’apartheid » à Roubaix, sa ville de naissance, en précisant que dans son lycée « il y avait la cour avec les Algériens et la cour avec les Blancs ».
Durant l'été 2015, il se voit confier par Éric Ruf, directeur de la Comédie-Française, l'ouverture de la saison de l'institution pour laquelle il choisit pour sa première réelle mise en scène – plusieurs de ses films étaient déjà consacrés à la fabrication de pièces de théâtre – la pièce Père d'August Strindberg qui reçoit un accueil très favorable de la critique dramatique.
En mai 2016, il est membre du jury des longs métrages lors du 69e Festival de Cannes, présidé par George Miller. Au même moment, il prépare son nouveau film Les Fantômes d'Ismaël dont le tournage débute durant l'été 2016. Le film fait, en mai 2017, l'ouverture du 70e Festival de Cannes.
En août 2019, sort Roubaix, une lumière, avec Roschdy Zem, Léa Seydoux et Sara Forestier, qui avait été présenté la même année en compétition lors du Festival de Cannes. Le film obtient sept nominations aux César en 2020, dont celui du meilleur acteur décerné à Roschdy Zem. L’histoire marque les premiers pas du réalisateur dans le polar. Il s’est inspiré d'un documentaire relatant un fait divers de 2002 : le meurtre d'une personne âgée par un couple de femmes toxicomanes.

### Années 2020

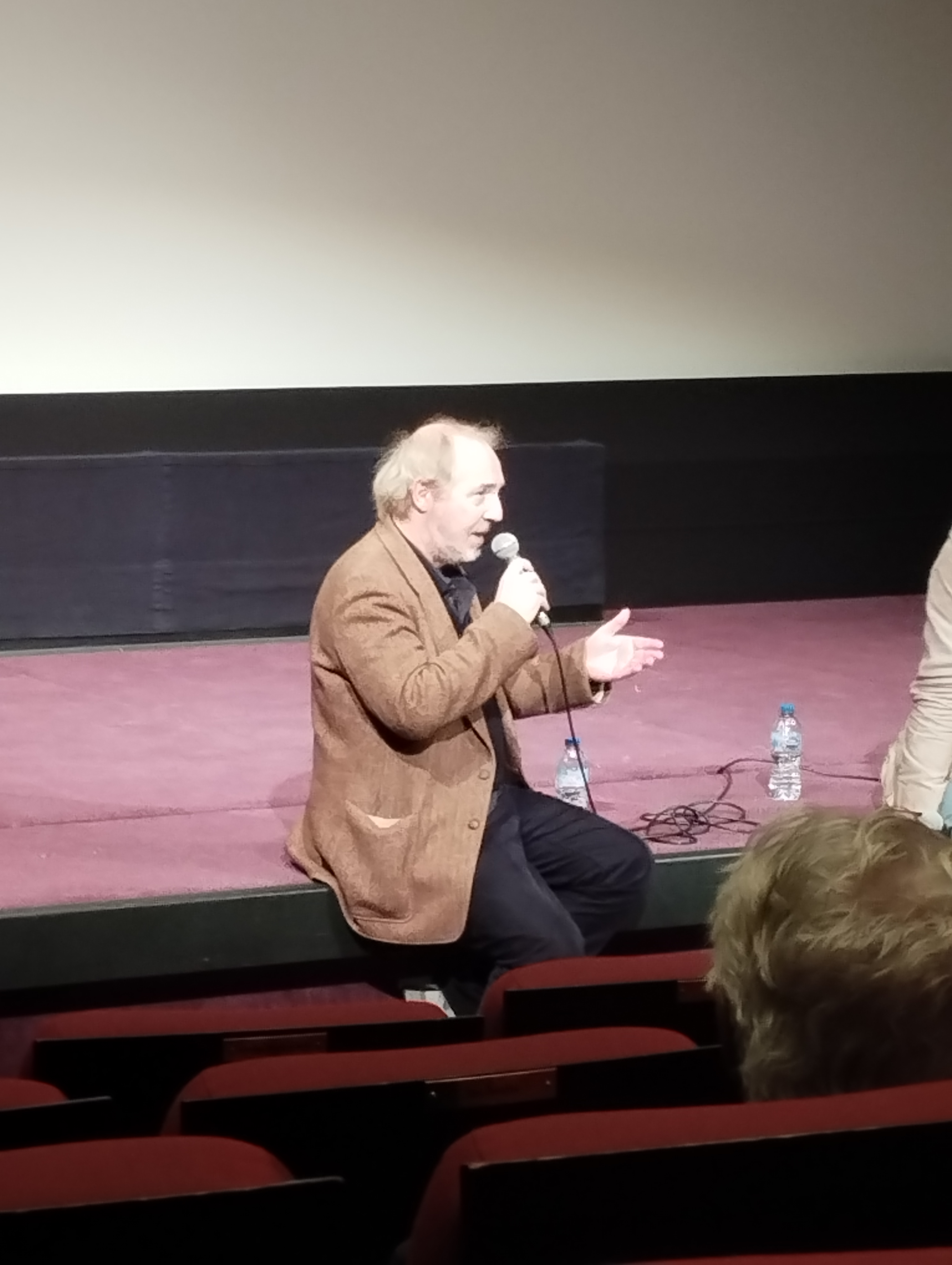
Arnaud Desplechin présentant La Sentinelle à la Cinémathèque française le 19 novembre 2022.

En décembre 2020, plusieurs affiches et spots publicitaires de prévention de sécurité routière qu'il a réalisés sont diffusés.
En 2021, Arnaud Desplechin décide de mettre en œuvre un projet ancien, vieux d'une quinzaine d'années, en adaptant le roman Tromperie (1990) de Philip Roth qui met en scène peu d'acteurs – dans un « magnifique dialogue amoureux » selon les mots du réalisateur. Au casting de ce long-métrage on retrouve Denis Podalydès, Léa Seydoux, Anouk Grinberg et Emmanuelle Devos.
En mai 2022, son dernier film, Frère et sœur, est sous le feu des projecteurs de la Croisette. Présenté en compétition officielle du Festival de Cannes, il narre l'histoire d'une relation conflictuelle entre un frère et une sœur qui approchent de la cinquantaine. Alice hait son frère, Louis, depuis plus de vingt ans, mais ils vont devoir renouer à l'occasion d'un événement tragique : un décès dans leur famille. La mort et les relations familiales sont une nouvelle fois au cœur de son film qui réunit Marion Cotillard, Melvil Poupaud, Patrick Timsit et Golshifteh Farahani.
Pour le retour sur Arte en 2022 de la série à succès En thérapie, Éric Toledano et Olivier Nakache font appel à quatre cinéastes différents pour réaliser les épisodes de chaque personnage dont Arnaud Desplechin qui réalise sept épisodes où il met en scène Lydia (interprétée par Suzanne Lindon), une jeune étudiante en architecture atteinte d’un cancer, qui refuse obstinément de se soigner.

## Filmographie

### Courts métrages
- 1983 : Le Polichinelle et la Machine à coder
- 1984 : Le Couronnement du monde
- 2011 : Soixante minutes de paroles pour le Japon

### Moyens métrages
- 1991 : La Vie des morts

### Longs métrages
- 1992 : La Sentinelle
- 1996 : Comment je me suis disputé… (ma vie sexuelle)
- 2000 : Esther Kahn
- 2003 : Léo, en jouant « Dans la compagnie des hommes »
- 2004 : Rois et Reine
- 2007 : L'Aimée (documentaire)
- 2008 : Un conte de Noël
- 2013 : Jimmy P. (Psychothérapie d'un Indien des Plaines)
- 2014 : La Forêt (téléfilm)
- 2015 : Trois Souvenirs de ma jeunesse
- 2017 : Les Fantômes d'Ismaël
- 2019 : Roubaix, une lumière
- 2021 : Tromperie
- 2022 : Frère et Sœur
- 2024 : Spectateurs ![27]
- 2025 : Deux pianos

### Télévision
- 2022 : En thérapie (saison 2)

## Théâtre
Mise en scène
- 2015 : Père d'August Strindberg à la Comédie-Française
- 2020 : Angels in America de Tony Kushner à la Comédie-Française[28]

## Distinctions

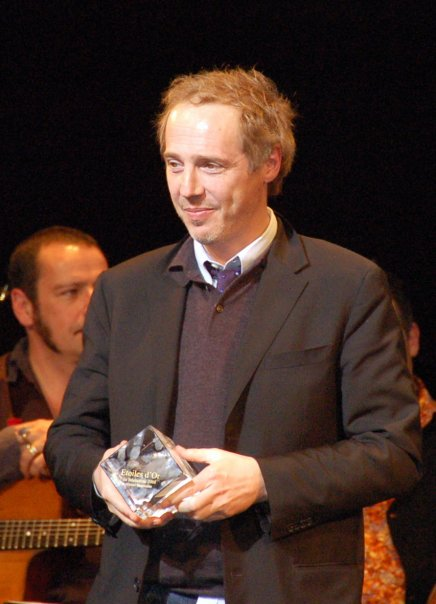
Arnaud Desplechin en 2009

Arnaud Desplechin a vu ses films sélectionnés dans de nombreux festivals de cinéma depuis le début de sa carrière. Tous ses films entre La Vie des morts en 1991 et Léo, en jouant « Dans la compagnie des hommes » en 2003, ainsi que Un conte de Noël en 2008 ont été présentés en compétition ou dans des sélections parallèles du Festival de Cannes. Rois et Reine et L'Aimée ont été présentés pour la première fois à la Mostra de Venise. Il reçoit le césar du Meilleur réalisateur en 2016.

### Récompenses
- Prix PROCIREP pour La Vie des morts aux 3e Festival Premiers plans d'Angers, 1991
- Grand Prix SACD du meilleur scénario pour La Vie des morts aux 3e Festival Premiers plans d'Angers, 1991
- Prix du public pour le scénario de La Sentinelle lu par André Dussollier aux 3e Festival Premiers plans d'Angers, 1991
- Prix Jean-Vigo du court-métrage pour La Vie des morts, 1991
- Prix Georges-de-Beauregard pour La Vie des morts, 1991
- Rosa Camuna de Bronze pour La Vie des morts au 9e Bergamo Film Meeting, Italie, 1991
- Prix spécial du jury pour La Sentinelle au Festival du film français de Florence, Italie, 1992
- Prix Georges-Sadoul pour La Sentinelle, 1992
- Prix Tournage pour La Sentinelle aux 10e Rencontres cinématographiques franco-américaines d'Avignon, 1993
- Cercle Pré-colombien d'Argent pour La Sentinelle au 9e Festival du film de Bogotá, Colombie, 1993
- Grand Prix spécial des Étoiles de la presse pour Esther Kahn aux 3e Étoiles d'or du cinéma français, 2000
- Prix Louis-Delluc pour Rois et Reine, 2004
- Étoile d'or du film pour Rois et Reine aux 6e Étoiles d'or du cinéma français, 2005
- Étoile d'or du réalisateur pour Rois et Reine aux 6e Étoiles d'or du cinéma français, 2005
- Prix du meilleur documentaire de la Province autonome de Trente pour L'Aimée à la 64e Mostra de Venise, Italie, 2007
- Étoile d'or du réalisateur pour Un conte de Noël aux 10e Étoiles d'or du cinéma français, 2009
- Festival du film de Cabourg 2015 : Swann d’Or du meilleur réalisateur pour Trois souvenirs de ma jeunesse
- 21e cérémonie des prix Lumières 2016 : Prix Lumières du meilleur réalisateur pour Trois souvenirs de ma jeunesse
- César 2016 : César du meilleur réalisateur pour Trois souvenirs de ma jeunesse
- Bayard d'or 2019 pour Roubaix, une lumière, lors du 34e Festival international du film francophone de Namur

### Nominations
César du cinéma
- César 2005 : nominations aux César du meilleur réalisateur et du scénario original pour Rois et Reine
- César 2009 : nominations aux César du meilleur réalisateur et du scénario original pour Un conte de Noël
- César 2014 : nominations aux César du meilleur réalisateur et de la meilleure adaptation pour Jimmy P. (Psychothérapie d'un Indien des Plaines)
- César 2016 : nominations aux César du meilleur réalisateur et du scénario original pour Trois souvenirs de ma jeunesse
- César 2020 : nominations aux César du meilleur réalisateur et au César de la meilleure adaptation pour Roubaix, une lumière

Autre
- 21e cérémonie des prix Lumières 2016 :
  - Prix Lumières du meilleur film pour Trois souvenirs de ma jeunesse
  - Prix Lumières du meilleur scénario coécrit avec Julie Peyr pour Trois souvenirs de ma jeunesse

### Décorations
- Officier de l'ordre des Arts et des Lettres en 2014[29]
- Chevalier de la Légion d'honneur en 2017[30]

### Divers
- Membre du jury international de la Mostra de Venise 2010
- Président du jury des longs métrages du Festival Premiers Plans d'Angers 2016
- Membre du jury des longs métrages du Festival de Cannes 2016
- Président du jury du Festival du cinéma américain de Deauville 2022

## Box-office
En tant que réalisateur, Arnaud Desplechin n'a pas obtenu d'énormes succès au box-office. Rois et Reine avec plus de 600 000 entrées est sa plus grosse audience.
| Film                                                     | Budget       | France          | Europe          |
| -------------------------------------------------------- | ------------ | --------------- | --------------- |
| La Sentinelle (1992)                                     | NC           | 186 019 entrées | Pas sorti       |
| Comment je me suis disputé… (ma vie sexuelle) (1996)     | 4 000 000 €  | 251 929 entrées | 256 122 entrées |
| Esther Kahn (2000)                                       | 10 600 000 € | 157 437 entrées | 170 585 entrées |
| Rois et Reine (2004)                                     | 3 821 000 €  | 646 962 entrées | 699 027 entrées |
| Un conte de Noël (2008)                                  | 6 274 000 €  | 548 033 entrées | 675 899 entrées |
| Jimmy P. (Psychothérapie d'un Indien des Plaines) (2013) | NC           | 267 511 entrées | 291 553 entrées |
| Trois souvenirs de ma jeunesse (2015)                    | 3 936 000 €  | 233 732 entrées | 265 035 entrées |
| Les Fantômes d'Ismaël (2017)                             | 5 904 000 €  | 384 034 entrées | 420 978 entrées |
| Roubaix, une lumière (2019)                              | NC           | 378 173 entrées | 379 341 entrées |